# 吉祥
株式会社吉祥（きっしょう）は、兵庫県神戸市中央区に本拠を置き、神戸牛を使ったレストラン、ラーメン店、焼肉店などを中心とする飲食店を展開する企業。神戸牛バーガー発祥の店でもある。吉祥グループは株式会社吉祥吉ホールディングス、株式会社吉祥、株式会社八坐和、株式会社和のみやからなる。取扱商品は兵庫県認証食品に選定されている。ヴィッセル神戸のシルバースポンサー企業でもある。

## 概要
吉祥グループの現会長である赤木清美が1998年に、兵庫県神戸市兵庫区の東山商店街に興した1軒の小料理店が始まり。店舗が手狭になったため、現・吉祥吉本店がある神戸・元町に移転し、季節料理店として天然鯛、鱧、松茸、フグなどを使ったメニューで営業を行っていた。ある時、店舗がメディアの目に止まり、テレビ出演した赤木が「神戸牛はやっているのですか？」と問われ、取り扱っていないにもかかわらず思わず「はい、もちろんございます」と返答してしまったことがきっかけとなり、神戸牛を扱うようになった。蓋を開けてみて、神戸牛が思いのほか好評であったことで赤木は、以降、神戸牛のみを扱う専門店としてリニューアルしたのが現在の店舗の原形となる。2008年4月より神戸牛専門店吉祥吉としての店舗展開を開始する。その後、神戸牛の店は好評であったことから、2014年1月には新会社として株式会社八坐和を発足。その後株式会社栄喜・株式会社ミヤビ（ともに株式会社八坐和に合併し解散）、株式会社和のみやを発足し、現在の体制となる。2018年4月現在には、10年でグループ全体で37店舗を擁する。
複数の店名を使い分け、メニューはステーキのほか、焼肉、鉄板焼きステーキ、ステーキ丼、焼きしゃぶ、しゃぶしゃぶなども扱う。神戸牛は一頭買いした上、自社加工することで中間マージンを省き高品質の神戸牛を安く提供することで顧客をつかみ、ステーキに適さない部位を焼肉店やラーメン店で使用することで無駄を省き、リスク回避する経営戦略をとっている。店舗の出店方式としてはドミナント方式を採用し、神戸市中央区・大阪市中央区に集中して出店している。
安全な飼料と牛に飲ませる水には六甲山系から湧き出る地下水を使い、牛の健康管理では定評がありチャンピオン牛を多く輩出している中西牧場（中西仁経営）の神戸牛のみを使用している。

### 吉祥の名の由来
吉祥は幸福、繁栄などを意味し、仏典ではめでたいこと、幸先の良いことを現す言葉でもある。創業者、赤木清美の山口県の実家で、赤木の兄が乗っている船の名前「吉祥丸」から命名された。　

## 沿革

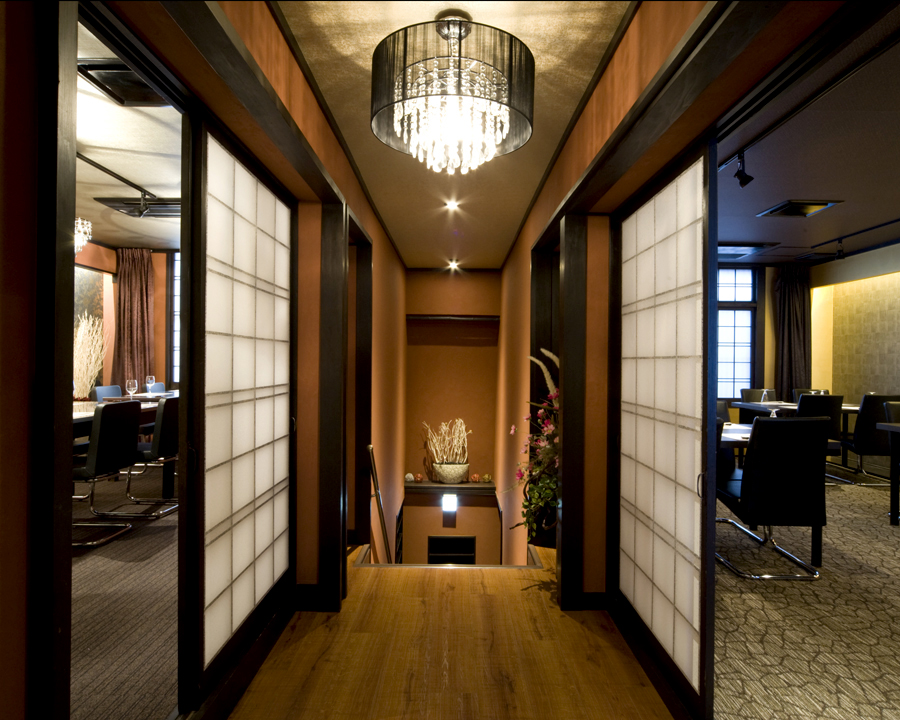
本店店舗（神戸市兵庫区の東山商店街にて小料理屋を開業後、元町へ移転。2008年より、神戸牛専門店「吉祥吉」を名乗る。）

- 1998年 - 赤木清美が神戸市兵庫区の東山商店街にて小料理屋を開業。その後、元町に移転「吉祥吉」を名乗る。
- 2008年4月 - 神戸牛専門店「吉祥吉」としての店舗展開を開始。
- 2011年11月 - さんちか麺ロードに「神戸牛ラーメン 吉祥吉」を開店。12月には「KOBE BEEF RED ONE」プレオープン。
- 2012年4月 - 「神戸牛 ベジサハン」開業。
- 2013年6月 - 「神戸牛焼肉 八坐和」開業。7月、「神戸牛フレンチ黒澤」リニューアルオープン。
- 2014年 - 「神戸牛八坐和」、「LENTAMENTE」、「神戸牛 なみ木」、「KOBE BEEF REDONE」など5店舗が新規開業・リニューアルし、グループ店が総計13店舗となる。
- 2015年 - 「神戸牛29」、「神戸牛 石窯焼吉らら」、「神戸牛 大地」、「神戸牛 源吉」、「神戸牛 高倉」、「神戸牛 栄吉」、「神戸牛煌寿」、「神戸牛天望」、「神戸たん龍 三宮東店」、「神戸たん龍 生田新道店」など10店舗が新規開業。

以上より。
- 2015年5月18日 - サークルKサンクスとの提携により、兵庫県内の稲作農家でつくる「兵庫大地の会」（姫路市）との共同開発『神戸牛ガーリックライス』、『神戸牛とわさびマヨ』の発売を発表。26日からコンビニエンスストア「サークルK」と「サンクス」の近畿2府4県の約800店で発売[10][11][12][13]。
- 2016年 - 1月、 「神戸牛みやび」開業。5月、「神戸たん龍 東門店」開業、グループ全体で計25店舗となる[5]。2月から3月にかけヴィッセル神戸試合会場に出店。10月23日、国際会議誘致プロモーション「Meetinkobe」に参加[14]。
- 2017年3月4日 - 2017シーズンヴィッセル神戸ホーム戦「スタ飯ストリート」に出店[14]。神戸たん龍 三宮店開業[1]。
- 2017年8月 - 本社機能を現在地に移転。
- 2018年 - 2月、神戸牛らーめん 八坐和NEXT、3月、「せとうち旅グセ。フェスタ」に出店、6月、神戸牛牧場（カフェ＆セレクトショップ）開業[1]、甲子園ビアフェスタに出店。3月以降、2018シーズン　ヴィッセル神戸ホーム戦「スタ飯ストリート」に出店[15]。

## 経営理念
- 「夢と感動を与える創造企業」
- 「三豊良し」

兵庫県に地盤を置く企業として、県下の農家、地元企業、遠方から神戸へ来る客、外国人、自社がそれぞれともに豊かに、輪と和の形成で笑顔を創出し、兵庫県および神戸の活性化に貢献する、としている。

## 店舗
2018年4月現在、計37店舗を運営する。
- 神戸牛ステーキ（鉄板焼きステーキ、ステーキ丼、焼きしゃぶ、しゃぶしゃぶを含む）
- 神戸牛焼肉
- 神戸牛らーめん

## 主要取引先
- 神戸牛3110
- ながたや
- 北海

## メディア出演

### 掲載誌
- 『地球の歩き方Good Luck Trip』「大阪・京都・神戸」2015年7月－9月号
- 『まっぷる関西』09 神戸2016
- 『Mitemite』 Vol.64（大阪トヨペット）
- 『関西肉本』[17]
- 『Hanako WEST』2008年6月号[17]
- 『KANSAI 1週間』[17]
- 『三宮元町Walker』[17]
- 『るるぶ神戸'13』[17]

その他

### テレビ・ラジオ
- 『ヒルナンデス! 』(2011年9月15日）[17]
- 『報道ステーション』  - 「正真正銘の神戸牛を、中国の方へも」(2012年7月9日）[17]
- 『報道ステーション SUNDAY』 (2012年8月26日）[17][18]
- FM大阪 (2012年9月27日）- 「神戸牛に懸ける思い」[17]
- 『よーいドン！』(2012年11月16日） - 神戸牛バーガー発祥の店として紹介[17]
- 『水野真紀の魔法のレストランR』（2015年6月22日） - 「神戸牛 高倉」[17]
- 『キャスト|キャスト (テレビ番組)』（2016年9月5日） - 「神戸牛大地」[17]
- 『YOUは何しに日本へ? 』（2017年1月16日） - 「神戸牛らーめん 八坐和」[17]
- 『ますだおかだのオモログ』（2017年2月4日） - 「神戸牛　八坐和WEST」[17]

## 参考サイト
- 神戸牛観光倶楽部
- こうべ動画館（神戸市市長室広報部）- 神戸ビーフの魅力－中西牧場 中西義徳さん・仁さん
- LOVE KOBE - 神戸牛専門店 吉祥吉
- 神戸肉流通推進協議会
- 神戸肉流通推進協議会正式登録店　神戸牛を食べられる